# Mrvka myší ocásek
Mrvka myší ocásek (Vulpia myuros) je jednoletá kvetoucí rostlina z čeledi lipnicovité. Původně pocházela zřejmě z Eurasie, ale nyní již zdomácněla téměř na celém světě.

## Popis
Jednoletá, trsnatá, 30–70 cm vysoká rostlina. Listy úzké, ploché, lysé. Pochvy listů hladké. Jazýček sotva 1 mm dlouhý. Květenství lata, převislá, až 30 cm dlouhá. Plod obilka.

## Ohrožený druh
Mrvka myší ocásek je zařazena mezi ohrožené druhy rostlin ČR (C3), zákonem není chráněná.

## Plevel
Jako ozimá tráva nejčastěji zapleveluje porosty ozimů, ale její výskyt byl zaznamenán ve všech pěstovaných plodinách. 

## Invazní druh
V místech, kde není původní, zejména v oblastech se středomořským klimatem, je mrvka myší ocásek považována za invazivní druh a škodlivý plevel. Široce se rozšířila např. v Kalifornii, kde je nyní dominantním druhem v mnoha typech travnatých biotopů.